# Carlo Montanari
Pour les articles homonymes, voir Montanari.
Carlo Montanari (né le 14 septembre 1810 à Vérone, décédé le 3 mars 1853 à Belfiore) est un patriote italien et un des martyrs de Belfiore.

Issu d'une noble famille véronaise, le comte Montanari est un mécène des sciences. En 1842, il s'inscrit à la Société Littéraire de Vérone pour en devenir le conservateur en 1850. Grâce au monde de la littérature, il rencontre des personnages épiques de la Culture et de la Politique, entre autres : Aleardo Aleardi, Giulio Camuzzoni, Angelo Messedaglia, Gaetano Trezza, Cesare Betteloni et d'autres encore. 

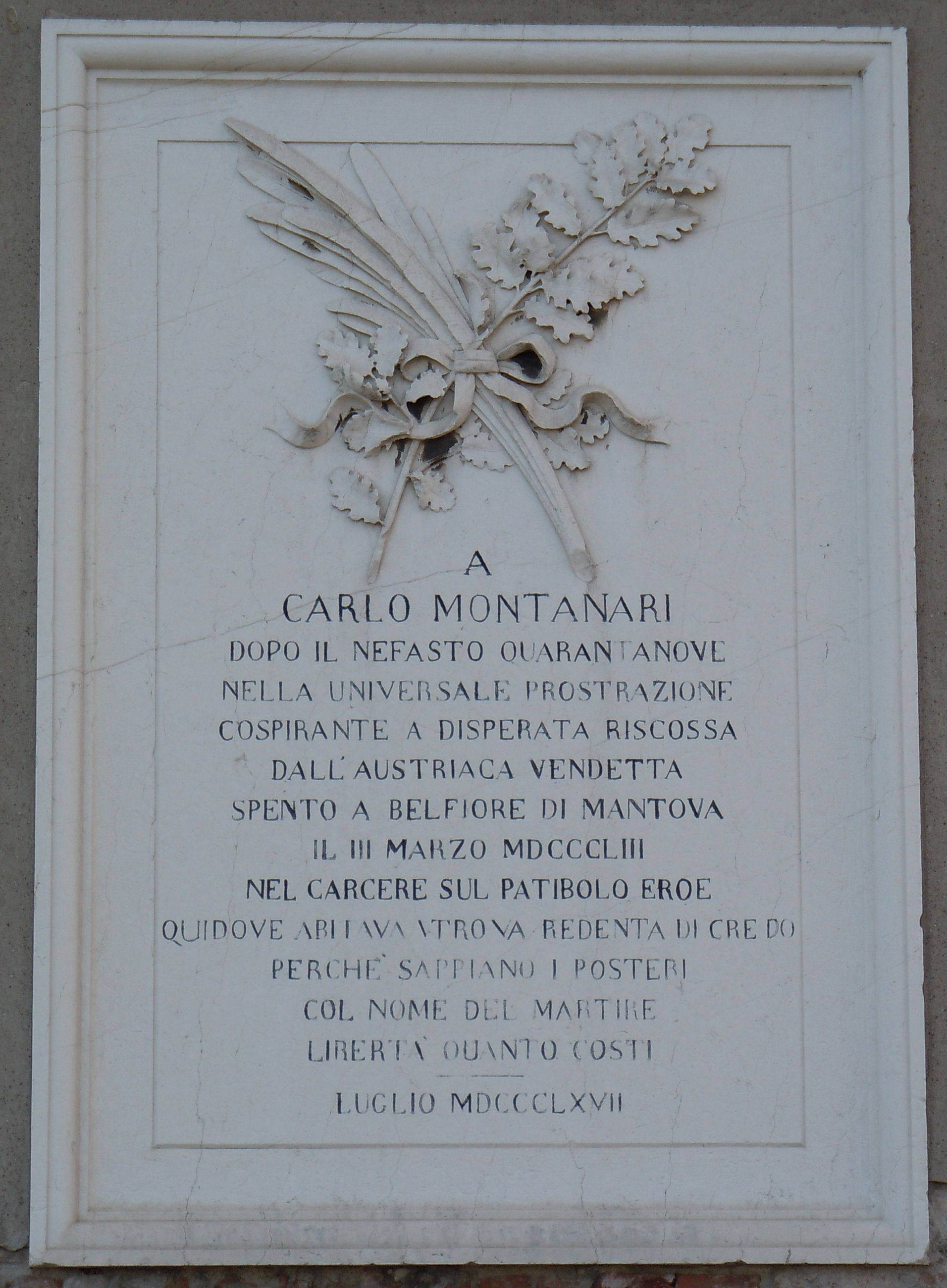
Vérone, plaque souvenir

Rempli de l'idéal libéral du risorgimento, il participe à la conspiration mantouane qui échoue. Arrêté avec d'autres patriotes, il est condamné à mort le 28 février 1853 et exécuté le 3 mars suivant.

## Sources
- (it) Cet article est partiellement ou en totalité issu de l’article de Wikipédia en italien intitulé « Carlo Montanari » (voir la liste des auteurs).
- (it) Luigi Martini, Il confortatorio di Mantova negli anni 1851, 52, 53 e 55, vol. II, Mantoue, Tipografia Bortolo Balbiani, 1870, 2e éd., 336 p. (lire en ligne)
- (it) Costantino Cipolla, Belfiore : I comitati insurrezionali del Lombardo-Veneto ed il loro processo a Mantova del 1852-1853, t. I, Milan, FrancoAngeli, 2006, 976 p. (lire en ligne)
- (it) Costantino Cipolla, Belfiore : Costituti documenti tradotti dal tedesco ed altri materiali inediti del processo ai Comitati insurrezionali del Lombardo-Veneto (1852-1853), t. II, Milan, FrancoAngeli, 2006, 865 p. (lire en ligne)